# Abuta chiapasensis
Abuta chiapasensis är en tvåhjärtbladig växtart som beskrevs av Krukoff och Barneby. Abuta chiapasensis ingår i släktet Abuta och familjen Menispermaceae. Inga underarter finns listade i Catalogue of Life.